# Cinq pas
Les cinq pas auraient désigné, aux XVIe et XVIIe siècles, une suite de cinq figures (et non de pas) de danse probablement dérivées de l'enseignement des maîtres d'armes.
Shakespeare les nomme cinque-pace, avec un jeu de mots vers « sink apace » (coule à pic) dans Beaucoup de bruit pour rien, traduit — très incorrectement, puisqu'il introduit un contresens en termes musicaux — par François Guizot :
| « Wooing, wedding, and repenting is as a Scotch jig, a measure, and a cinque-pace : the first suit is hot and hasty, like a Scotch jig, and full as fantastical ; the wedding, mannerly-modest, as a measure, full of state and ancientry ; and then comes Repentance, and with his bad legs, falls into the cinque-pace faster and faster, till he sink into his grave. » | « La triple affaire de courtiser, d'épouser et de se repentir est une gigue écossaise, un menuet et une sarabande. Les premières propositions sont ardentes et précipitées comme la gigue écossaise, et tout aussi bizarres. Ensuite, l'hymen grave et convenable est comme un vieux menuet plein de décorum. Après suit le repentir qui, de ses deux jambes éclopées, tombe de plus en plus dans la sarabande jusqu'à ce qu'il descende dans le tombeau. » |

Comme la plus grande incertitude et les légendes les plus fantaisistes pèsent sur ces cinq pas, on se contentera de reproduire ce qu'en disent quelques rares dictionnaires de danse, sujets à caution pour la plupart :
1. Pas droit (pas en avant et en arrière sur une ligne droite)
2. Pas ouvert (pas latéraux à droite et à gauche)
3. Pas rond (pas circulaires)
4. Pas glissé (pas glissés, les pieds effleurant le sol)
5. Pas tourné (un tour à droite et à gauche)
On a largement confondu les notions de « cinq pas » et de « cinq figures », à tel point qu'aujourd'hui les cinq pas sont souvent associés aux cinq positions classiques. Par extension, on a associé les cinq pas à la gaillarde ou romanesca (du fait des cinq appuis répartis sur deux mesures 6/8) et à toutes les danses qui s'en rapprochaient, soit par la découpe rythmique, soit par l'étymologie. Ainsi, la danse grecque pentozali (en grec πεντοζαλη) signifiant « cinq pas », n'a peut-être rien à voir ni avec les cinq figures décrites ci-dessus, ni avec la gaillarde, hormis l'étymologie. Cependant, les cinq pas de l'escrime sont probablement les plus anciennes formes connues des cinq positions de la danse.